# Mixopsis
Mixopsis là một chi bướm đêm thuộc họ Geometridae.